# Улица Красных Партизан (Лахта)
Улица Кра́сных Партиза́н — улица в Приморском районе Санкт-Петербурга. Проходит от Лахтинского проспекта за Колхозную улицу.

## История названия
Название присвоено в 1956 году. Ранее называлась Вокзальной улицей.